# Poza de la Sal
Poza de la Sal est une commune d'Espagne dans la communauté autonome de Castille-et-León, province de Burgos. Elle s'étend sur 81,9 km2 et comptait environ 368 habitants en 2011.